# Cimangkok
Cimangkok is een bestuurslaag in het regentschap Sukabumi van de provincie West-Java, Indonesië. Cimangkok telt 7757 inwoners (volkstelling 2010).